# Fiume (cruzador)
O Fiume foi um cruzador pesado operado pela Marinha Real Italiana e a segunda embarcação da Classe Zara, depois do Zara e seguido pelo Gorizia e Pola. Sua construção começou em abril de 1929 na Stabilimento Tecnico Triestino e foi lançado ao mar em abril de 1930, sendo comissionado na frota italiana em novembro do ano seguinte. Era armado com uma bateria principal composta por oito canhões de 203 milímetros montados em quatro torres de artilharia duplas, tinha um deslocamento de mais de catorze mil toneladas e conseguia alcançar uma velocidade máxima de 32 nós.
O cruzador teve um início de carreira relativamente tranquilo e com poucos incidentes. Suas ações no período pré-guerra consistiram principalmente de exercícios de treinamento com o resto da frota e revistas oficiais. Ele serviu de plataforma para testes de autogiros em janeiro de 1935, enquanto em maio de 1938 recepcionou o ditador alemão Adolf Hitler em uma grande cerimônia. A embarcação participou em março de 1939 da intervenção italiana na Guerra Civil Espanhola, quando interceptou uma esquadra de navios da facção republicana tentando chegar no Mar Negro.
Na Segunda Guerra Mundial, o navio participou de operações de escolta de comboios para o Norte da África, também tendo lutado na nas batalhas de Calábria em julho de 1940, Tarento e Cabo Spartivento em novembro de 1940 e Cabo Matapão em março de 1941. Nesta última, seu irmão Pola foi imobilizado por torpedos, assim o Fiume e o Zara foram enviados para socorrê-lo. Entretanto, os três foram detectados e emboscados por três couraçados britânicos na madrugada de 29 de março, sendo rapidamente afundados. A maior parte da tripulação foi morta na ação

## Características

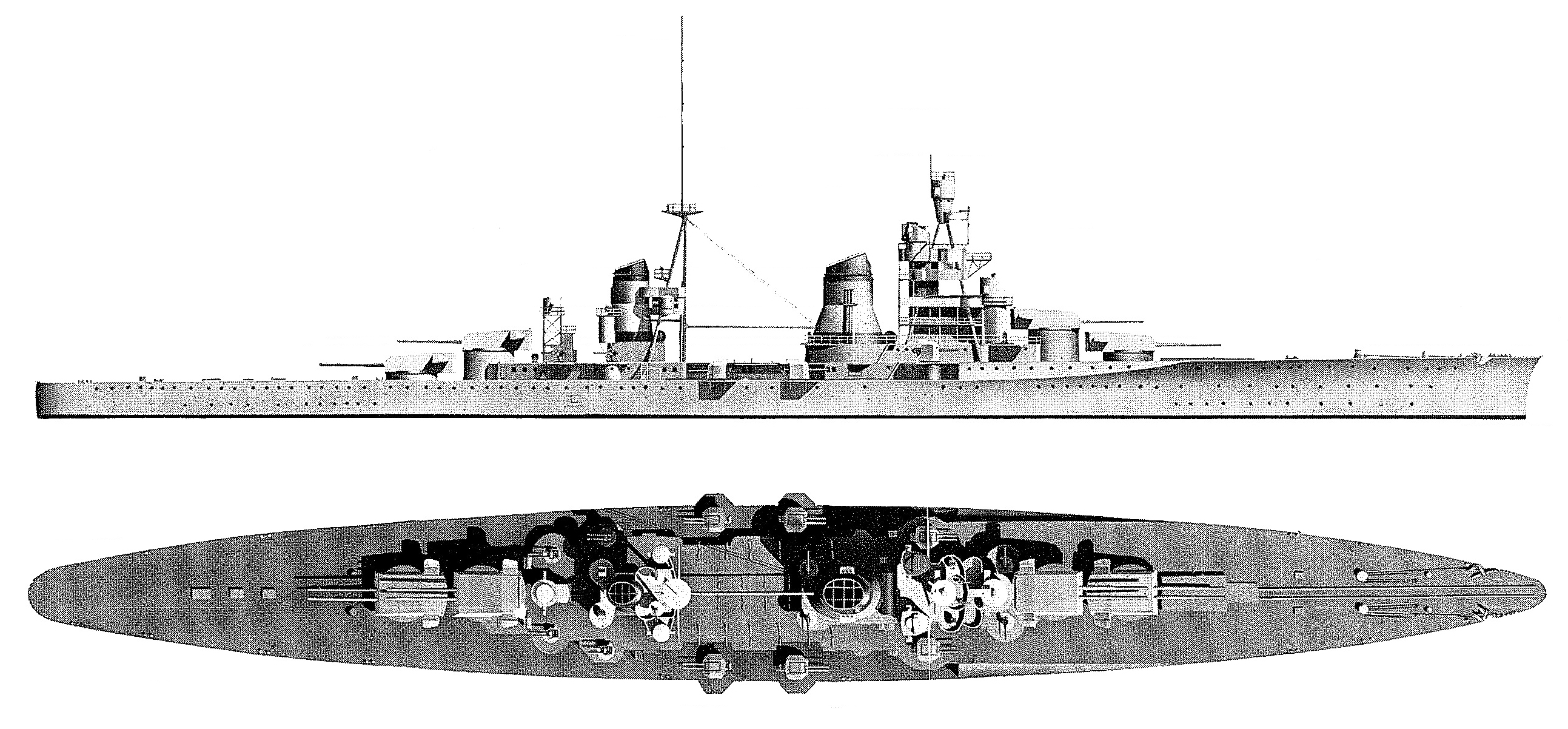
Desenho da Classe Zara

O Fiume tinha 182,8 metros de comprimento de fora a fora, boca de 20,62 metros e calado de 7,2 metros. Seu deslocamento carregado era de 14,1 mil toneladas, porém mesmo assim seu deslocamento estava nominalmente dentro do limite de dez mil toneladas do Tratado Naval de Washington. Seu sistema de propulsão era composto por duas turbinas a vapor Parsons alimentadas por oito caldeiras Yarrow. Seus motores podiam produzir 96,5 mil cavalos-vapor (61 mil quilowatts) de potência, o suficiente para alcançar uma velocidade máxima de 32 nós (59 quilômetros por hora). Ele podia carregar até 2,4 mil toneladas de óleo combustível, o que proporcionava uma autonomia de 5 360 milhas náuticas (9 930 quilômetros) a dezesseis nós (trinta quilômetros por hora). Sua tripulação tinha 841 oficiais e marinheiros.
A bateria principal tinha oito canhões Ansaldo Modello 1929 calibre 53 de 203 milímetros montados em quatro torres de artilharia duplas, duas na proa e duas na popa, em ambos os casos com uma torre sobreposta a outra. Sua bateria secundária e antiaérea tinha dezesseis canhões O.T.O. Modello 1929 calibre 47 de 100 milímetros em montagens duplas, quatro Vickers-Terni calibre 39 de 40 milímetros em montagens únicas e oito metralhadoras Breda Modello 1931 de 13,2 milímetros em montagens duplas. O cinturão principal tinha 150 milímetros de espessura à meia-nau, com anteparas nas extremidades de 90 a 120 milímetros. O convés blindado principal era protegido por placas de setenta milímetros, complementado por um convés secundário acima do principal com vinte milímetros. As torres de artilharia tinham placas de 150 milímetros na frente, enquanto as barbetas tinham a mesma espessura. A torre de comando tinha laterais de 150 milímetros e um teto de oitenta milímetros.

## História

### Tempos de paz

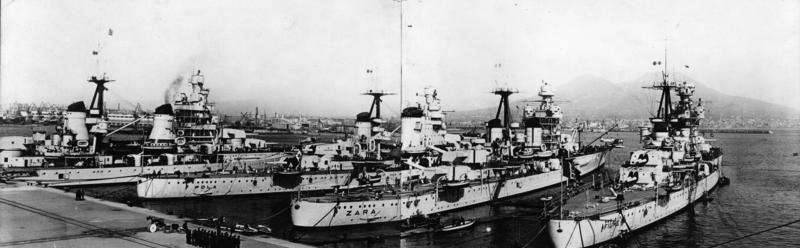
O Gorizia, Pola, Zara e Fiume em Nápoles em 1938

O batimento de quilha do Fiume ocorreu em 29 de abril de 1929 nos estaleiros da Stabilimento Tecnico Triestino em Trieste. Ele lançado ao mar em 27 de abril de 1930, no mesmo dia que seu irmão Zara. Os trabalhos de equipagem demoraram um ano e meio e o cruzador foi comissionado na Marinha Real Italiana em 23 de novembro de 1931.
Testes com autogiros foram realizados a bordo do Fiume em janeiro de 1935, com uma plataforma de madeira tendo sido construída na popa para uso das aeronaves. Os experimentos foram bem-sucedidos, porém os autogiros em si tinham um alcance muito limitado e eram pouco confiáveis. O navio participou em 5 de maio de 1938 de uma revista naval em homenagem ao ditador alemão Adolf Hitler. Ele e o Zara realizaram demonstrações de artilharia para Hitler e para o ditador italiano Benito Mussolini, que observaram as ações a partir do couraçado Conte di Cavour.
Os membros da Classe Zara partiram de Tarento em 7 de março de 1939 com um objetivo de interceptar uma esquadra da facção republicana da Guerra Civil Espanhola, formada por três cruzadores e oito contratorpedeiros, que estavam tentando chegar no Mar Negro. Os italianos receberam ordens de não abrir fogo, mas de tentar impedir o progresso dos navios espanhóis e forçá-los a atracarem em Augusta, na Sicília. O comandante espanhol se recusou e seguiu para Bizerta, na Tunísia, onde foram internados.

### Segunda Guerra

#### Primeiras ações
A Itália entrou na Segunda Guerra Mundial em 10 de junho de 1940. O Fiume foi designado para a 1ª Divisão junto com seus irmãos Zara e Gorizia, mais quatro contratorpedeiros da 9ª Flotilha. A unidade foi designada para a 1ª Esquadra, sob o comando do almirante de esquadra Inigo Campioni. Dois dias depois, a 1ª Divisão, mais a 9ª Divisão, partiram em resposta a ataques britânicos contra posições italianas na Líbia. O submarino britânico HMS Odin atacou o Fiume e o Gorizia no meio do caminho, porém sucesso. Um comboio italiano  para o Norte da África deixou Nápoles em 6 de julho; o reconhecimento italiano relatou no dia seguinte que uma esquadra de cruzadores britânicos tinha chegado em Malta. O alto-comando naval italiano assim ordenou que a 1ª Divisão e outros cruzadores e contratorpedeiros, mais os couraçados Conte di Cavour e Giulio Cesare, se juntassem como escolta do comboio. A frota italiana brevemente enfrentou a Frota do Mediterrâneo britânica no dia 9 na inconclusiva Batalha da Calábria.
A frota italiana fez uma grande varredura entre Alexandria e Malta no final de setembro em busca de um comboio britânico, porém não conseguiram encontrar navio inimigo algum. O Fiume estava no porto de Tarento na noite de 11 para 12 de novembro, quando os britânicos lançaram um grande ataque aéreo contra o local, porém não foi danificado. Outra tentativa de interceptar um comboio britânico no final de novembro resultou na Batalha do Cabo Spartivento. A frota italiana tinha partido no dia 26 e encontrou uma frota britânica no dia seguinte, com o confronto durante aproximadamente uma hora. Campioni encerrou a ação por achar que estava enfrentando uma força superior, resultado de reconhecimento aéreo ruim. O cruzador pesado HMS Berwick foi atingido uma vez por um projétil disparado pelo Fiume ou por seu irmão Pola.

#### Cabo Matapão

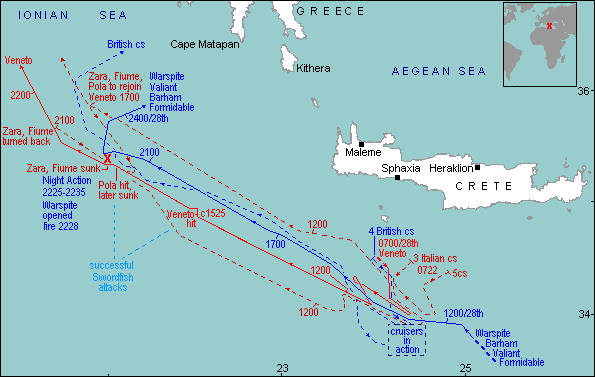
Mapa dos movimentos italianos e britânicos na Batalha do Cabo Matapão

A frota italiana fez outra tentativa de interceptar um comboio britânico ao sul de Creta no final março. A operação resultou na Batalha do Cabo Matapão, travada entre 27 e 29 de março. O Fiume e o resto da 1ª Divisão ficaram do lado oposto ao combate durante a maior parte dos confrontos travados durante o dia, assim não entraram em ação durante essa fase inicial. O couraçado Vittorio Veneto foi torpedeado por um torpedeiro decolado do porta-aviões HMS Formidable e a 1ª Divisão permaneceu a bombordo da frota italiana para protegê-la de outro possível ataque. Um segundo ataque aéreo britânico mais tarde no dia 28 não encontrou o Vittorio Veneto, assim eles atacaram os cruzadores. Na confusão, o Fiume quase colidiu com o Pola e este foi forçado a parar, impedindo-o de tomar ações evasivas, sendo acertado por um único torpedo a meia-nau estibordo. Os danos inundaram três compartimentos e inutilizaram cinco caldeiras e a linha de vapor que alimentava as turbinas, deixando o cruzador imobilizado.
O almirante de esquadra Angelo Iachino, o comandante da frota italiana, só ficou sabendo da situação do Pola às 20h10min, destacando o Zara, o Fiume e quatro contratorpedeiros para protegerem o cruzador. O cruzador rápido britânico HMS Orion detectou o Pola em seu radar por volta do mesmo momento, relatando sua localização. A frota britânica, centrada nos couraçados HMS Warspite, HMS Barham e HMS Valiant, estava nesse instante a apenas cinquenta milhas náuticas (93 quilômetros) de distância. As embarcações britânicas aproximaram-se dos italianos usando o radar; o Pola, às 22h10min, estava a seis milhas náuticas (onze quilômetros) do Valiant. Olheiros no cruzador avistaram formas se aproximando que deduziram ser navios amigos, assim dispararam um sinalizador vermelho para guiá-los. Na realidade, as embarcações italianas estavam se aproximando pelo lado oposto.
O Warspite iluminou o Fiume às 22h27min a uma distância de 2,7 quilômetros e disparou imediatamente com seus canhões principais, com cinco projéteis acertando o cruzador e infligindo danos sérios. Sua terceira torre de artilharia explodiu para fora da embarcação pouco antes de outro disparo do Warspite acertá-lo. O Valiant disparou quatro projéteis contra o navio pouco depois, causando uma devastação ainda maior. O Fiume estava completamente destruído e em chamas, o que o poupou de mais ataques. Ele permaneceu flutuando por mais 45 minutos antes de emborcar e afundar pela popa às 23h15min. Dois contratorpedeiros também foram destruídos, assim como o Zara e o Pola. A ação durou apenas três minutos. 812 homens foram mortos, incluindo seu oficial comandante, o capitão Giorgio Giorgis. Os sobreviventes foram resgatados por contratorpedeiros britânicos na manhã seguinte, por contratorpedeiros gregos durante a tarde e depois pelo navio hospital italiano Grandisca entre 31 de março e 3 de abril.